# Mount Virdin
Mount Virdin är ett berg i Antarktis. Det ligger i Västantarktis. Argentina, Chile och Storbritannien gör anspråk på området. Toppen på Mount Virdin är 1 264 meter över havet, eller 1 meter över den omgivande terrängen. Bredden vid basen är 0,05 km.
Terrängen runt Mount Virdin är varierad. Trakten är obefolkad. Det finns inga samhällen i närheten.